# Аоки Мокубэй
Аоки Мокубэй (яп. 青木木米, 1767 — 2 июля 1833) — японский гончар и художник второй половины периода Эдо.

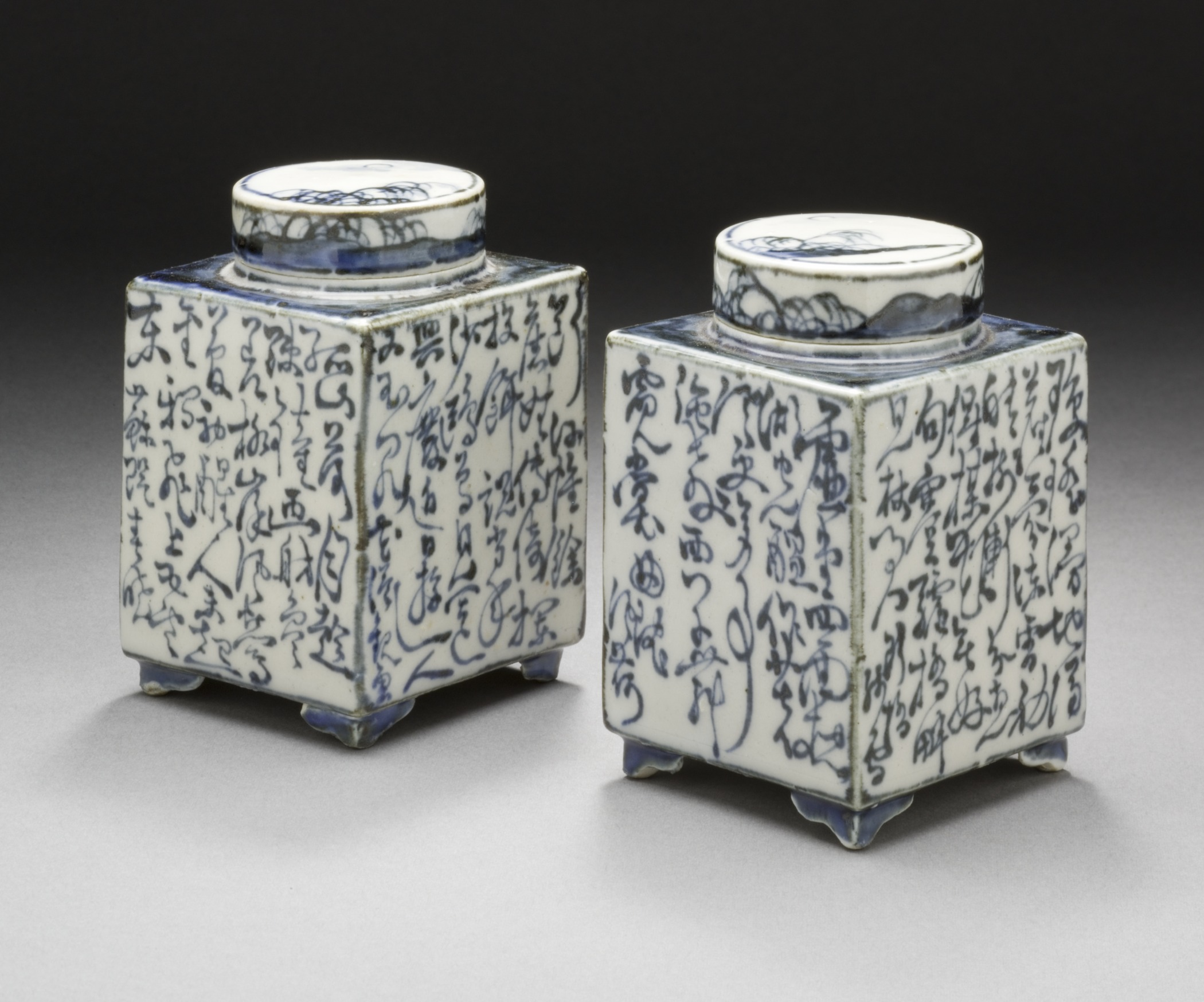
Пара чайных сосудов со стихотворными надписями

Детское имя Аоки Мокубэя — Ясохати (яп. 八十八), прозвище — Сахэй (яп. 佐平). Художник имел много псевдонимов, среди которых кроме собственно псевдонима Мокубэй были Сюнрай (яп. 青来), Хякурокусандзин (яп. 百六散人), Кокикан (яп. 古器観), Кукурин (яп. 九九鱗) и Робэй (яп. 聾米).

## Биография
Аоки Мокубэй родился в 1767 году в Киото в семье торговца чаем и древесиной. В молодые годы он учился рисованию у художника Ко Фуё, но позже перешёл от картин к изготовлению керамики. В 1805 году Аоки открыл свою мастерскую в Киото, в районе Куритагути. Его посуда быстро обрела добрую славу в столице и окрестностях. В 1806 году мастера пригласили в северный Кага-хан, где он возродил вымирающие традиции местной керамической школы Кутани (яп. 九谷焼).
Среди основных изделий Аоки преобладала посуда для чайной церемонии. Он изготавливал белый и синий фарфор, красную керамику ака-э и орнаментированную керамику сомэцуки. Художник черпал своё вдохновение в шедеврах гончарного искусства древнего Китая, что позволило ему создать свой собственный уникальный стиль. Аоки также оставил по себе славу оригинального художника.
Аоки Мокубэй умер 2 июля 1833 года. Его считают одним из трёх выдающихся гончаров первой половины XIX века вместе с Эйраку Ходзэном и Нинъами Дохати.